# Davallia parvula
Davallia parvula là một loài dương xỉ trong họ Davalliaceae. Loài này được Wall. ex Hook. & Grev. mô tả khoa học đầu tiên năm 1829.